# La Déclaration (Buffy)
La Déclaration est le 14e épisode de la saison 5 de la série télévisée Buffy contre les vampires.

## Résumé
Un nouveau vampire arrive à Sunnydale par le train. Tous les passagers ont été massacrés. Alors que Buffy cherche Dawn, elle va demander de l'aide à Spike et, à sa grande surprise, elle retrouve sa sœur chez ce dernier. Une fois sortie de la crypte, Buffy lui dit qu'il ne faut plus qu'elle le fréquente. Elle découvre que Dawn a le béguin pour Spike, mais Dawn lui apprend que Spike est, quant à lui, amoureux d'elle. Plus tard, Buffy et Alex enquêtent dans le train mais ne trouvent aucun indice. En rentrant chez elle, Buffy a la surprise d'y trouver Spike qui est en grande conversation avec sa mère (Joyce). Spike emmène Buffy dans un entrepôt où des vampires se terrent mais c'est une fausse piste. Il avoue son amour pour Buffy mais celle-ci le rejette sans ménagements.
Alors que Spike rentre chez lui, il a la surprise d'y trouver Drusilla (qui est l'auteur du massacre du train). Elle veut le convaincre de la rejoindre car, avec Darla, elles essaient de faire perdre à nouveau son âme à Angel. Harmony arrive sur ces entrefaites et Spike la met dehors. Buffy va chez Spike pour mettre les choses au point, mais elle s'aperçoit que Drusilla est de retour. Drusilla électrise Buffy avec une matraque électrique. Spike fait la même chose à Drusilla et attache les deux femmes. Quand elles se réveillent, Spike fait sa déclaration d'amour à Buffy et offre de tuer Drusilla pour le lui prouver si, de son côté, Buffy accepte de lui donner une chance. Buffy le rejette encore à la grande colère de Spike. C'est alors qu'Harmony revient et se bat avec Spike pendant que Drusilla se libère et attaque Buffy. Spike empêche Drusilla de tuer Buffy. La vampire s'en va, convaincue qu'elle a perdu Spike pour toujours. Harmony quitte également Spike, en lui criant que tout est fini entre eux. Buffy part à son tour. Spike la suit mais, quand il essaie d'entrer chez elle, il s'aperçoit que Willow a jeté un sort de protection pour l'empêcher d'entrer.

## Production
David Fury avait spécifiquement demandé à écrire un épisode qui explore plus en profondeur les relations entre Spike et Buffy et la façon dont Spike agit quand il est amoureux. Il a particulièrement apprécié le fait d'intégrer Drusilla et Harmony et a donné à l'épisode le sous-titre de Spike's Women, expliquant que celui-ci traite de la façon dont les femmes présentes dans la vie de Spike font de celle-ci un enfer.